# Stefan Bärlin
Stefan Arne Bärlin (Katrineholm, 31 maggio 1976) è un ex calciatore svedese, di ruolo attaccante.

## Carriera

### Club
Bärlin iniziò la carriera con la maglia del Västerås SK, per passare poi all'IFK Göteborg. Nel 2000 diventò un calciatore del Djurgården. Nel 2003 tornò al Västerås.
Nel 2005 fu acquistato dai norvegesi dello Start, per cui esordì nella Tippeligaen in data 24 aprile, subentrando a Bala Garba nel pareggio per 1-1 in casa del Lyn Oslo. Il 1º maggio segnò la prima rete, nel 5-2 inflitto al Viking.
Due anni dopo, firmò per l'Odd Grenland. Debuttò in squadra il 28 luglio 2007, nel pareggio per 1-1 sul campo del Lillestrøm. Il 5 agosto segnò la prima rete, nella vittoria per 2-0 sul Lyn.
Nel 2008 tornò in patria per giocare ancora nel Västerås, chiudendo lì la carriera nel 2011.